# Rewind (album Vasco Rossi)
Rewind è un album live del cantautore italiano Vasco Rossi uscito il 22 aprile 1999. È stato registrato in occasione del concerto tenuto da Vasco all'Heineken Jammin' Festival il 20 giugno del 1998 all'autodromo di Imola. Buona parte delle tracce sono state riproposte nel video omonimo Rewind.

## Tracce
CD 1
Testi e musiche di Vasco Rossi, eccetto dove indicato.
1. Quanti anni hai – 4:53
2. Sballi ravvicinati del terzo tipo – 3:58 (musica: Alan Taylor)
3. Valium – 4:24
4. Rewind – 3:57 (musica: Gaetano Curreri)
5. Nessun pericolo... per te – 3:48 (Vasco Rossi, Guido Elmi)
6. Blasco – 4:50
7. Ormai è tardi – 3:06 (musica: Vasco Rossi, Tullio Ferro)
8. ...Stupendo – 7:03 (musica: Tullio Ferro, Massimo Riva)
9. Medley acustico – 4:55
10. Jenny è pazza – 3:29
11. Sally – 3:29
12. L'una per te – 4:14
13. Senza parole – 6:14

CD 2
Testi e musiche di Vasco Rossi, eccetto dove indicato.
1. Vivere – 5:52 (musica: Tullio Ferro, Massimo Riva)
2. Siamo solo noi – 8:24
3. Mi si escludeva – 4:52 (Vasco Rossi, Guido Elmi, Tullio Ferro)
4. Gli spari sopra – 3:42 (musica: G. Whelan, E. Wryatt, D. Frew, M. Murphy)
5. Delusa – 4:00 (musica: Tullio Ferro)
6. Io no – 7:37 (musica: Vasco Rossi, Stefano Bitelli)
7. C'è chi dice no – 4:37 (musica: Vasco Rossi, Maurizio Solieri)
8. Bollicine – 6:11
9. Vita spericolata – 7:56 (musica: Tullio Ferro)
10. Albachiara – 7:02 (musica: Alan Taylor)
11. Rewind (Radio Edit) – 4:00 (musica: Gaetano Curreri)

## Formazione
- Vasco Rossi - voce
- Clara Moroni - coro
- Alberto Rocchetti - tastiera
- Claudio Golinelli - basso
- Massimo Riva - chitarra ritmica
- Stef Burns - chitarra
- Jonathan Moffett - batteria
- Frank Nemola - tastiera, tromba
- Andrea Innesto - sax

## Classifiche

### Classifiche settimanali
| Classifica (1999) | Posizione massima |
| ----------------- | ----------------- |
| Italia            | 1                 |
| Classifica (2003) | Posizione massima |
| Italia            | 29                |

### Classifiche di fine anno
| Classifica (1999) | Posizione |
| ----------------- | --------- |
| Italia            | 4         |